# Svetozar Borojević
Svetozar Borojević od Bojne (njem. Svetozar Boroević von Bojna) (Umetić, kod Kostajnice, 2. prosinca 1856. – Klagenfurt, 23. svibnja 1920.), bio je feldmaršal Oružanih snaga Austro-Ugarske.
Svetozar Borojević od Bojne se za vrijeme Prvoga svjetskog rata istaknuo nizom uspjeha u obrambenom ratovanju. Zbog toga je dobio čin feldmaršala, čime je postao prvi i jedini nositelj tog čina u Austro-Ugarskoj koji nije bio njemačkog podrijetla.

## Životopis

### Prijeratna karijera
Svetozar Borojević rođen je 1856. godine u selu Umetić, blizu Kostajnice, u Hrvatskoj, tada u Austro-Ugarskoj od oca Adama Borojevića i majke Stane, rođene pl. Kovarbašić. Osnovnu školu polazio je i završio je u Zrinu gdje je njegov otac Adam od 1859. godine bio zapovjednikom. Nakon osnovne škole s devet je godina primljen u nižu vojnu realku u Srijemskoj Kamenici koju završava 1869. godine. Iste godine upisan je u Višu vojnu realku u Kisegu (mađ. Köszeg), koju završava 1872. godine i stupa u vojsku kao kadet u 52. pukovniju u Pečuhu. Od 1872. do 1874. godine pohađao je pješačku kadetsku školu u Liebenau kod Graza. U čin poručnika promaknut je izvan reda 1875. godine, a 1878. godine sudjeluje s 52. ugarskom pukovnijom u zauzimanju Bosne i Hercegovine, radi čega je iste godine odlikovan Križem za vojne zasluge (Militärverdienstkreuz). 1. svibnja 1880. godine promaknut je u natporučnika. Godine 1881. pobočnik je bojne u 52. ugarskoj pukovniji. Ratnu školu u Beču završava 1884. godine nakon čega je dodijeljen Zapovjedništvu 15. vojnog zbora u Sarajevu, gdje je 1886. godine promaknut u čin glavnostožernog satnika. Od 1887. do 1891. godine predavač je taktike, vojne organizacije i ratne povijesti na Terezijanskoj vojnoj akademiji u Bečkom Novom Mjestu. Čin bojnika dobiva 1892. godine. Nakon toga dodijeljen je za glavara stožera 19. pješačke divizije u Plzenju, zatim 18. divizije u Mostaru i 27. u Košicama, gdje 1895. godine u činu potpukovnika predaje na zbornoj časničkoj školi. Od 1896. godine drugi je stožerni časnik u stožeru 6. vojnog zbora u Košicama. Nedugo nakon toga imenovan je zapovjednikom 3. bojne 17. (kranjske) pješačke pukovnije. Godine 1897. promaknut je u čin pukovnika, a 1898. godine imenovan je glavarom stožera 8. vojnog zbora u Pragu. 15. svibnja 1904. godine promaknut je u čin general bojnika. Od 1905. godine zapovjednik je 14. pješačke brigade u Petrovaradinu. Iste godine stječe barunat „von Bojna“. General bojnik Boroević je 17. srpnja 1907. godine postavljen za zapovjednika Zagrebačkog hrvatsko-slavonskog VII. domobranskog okružnog zapovjedništva, a sljedeće godine 8. svibnja promaknut je u čin podmaršala (Feldmarschalleutnant). Od 1912. godine zapovjednik je 6. vojnog zbora u Košicama (Kassa) na kojem položaju je promaknut u čin generala pješaštva (General der Infanterie).

### Prvi svjetski rat
Sa 6. vojnim zborom kreće u Prvi svjetski rat na Istočno bojište u Galiciju gdje je 4. rujna 1914. godine preuzeo zapovjedništvo 3. armije koja je u prethodnim bitkama bila teško načeta i u povlačenju. Uspio je ustaliti bojište, odbio je Ruse kod Limanove i oslobodio tvrđavu Przemyśl prve ruske opsade 10. listopada 1914. godine. Odlikovan je 4. studenoga 1914. godine Velekrižem Leopoldova reda s ratnom dekoracijom. U proljeće 1915. godine kod klanca Dukla držao je položaje sprječavajući prodor ruske vojske na Dunav. Ulaskom Italije u rat Borojević je 27. svibnja 1915. godine imenovan zapovjednikom 5. armije, a od kolovoza 1917. godine zapovjednikom 1. i 2. armije. Iako je general Hötzendorf predlagao povlačenje i napuštanje dijela Slovenije, koji je smatrao nepovoljnim za obranu, Borojević je inzistirao na ostanku, pouzdavajući se u borbenu motivaciju slovenskih vojnika suočenih s agresijom na vlastitu zemlju. Ta odluka donijela mu je veliku popularnost među Slovencima, a svidjela se i caru i kralju Franji Josipu, te mu je dao zapovjedništvo nad bojišnicom na Soči. Uspješno je odbio jedanaest napada brojčano jačih Talijana, zbog čega su ga u Austro-Ugarskoj pozdravljali kao Viteza od Soče, dok su ga vlastiti vojnici obožavali i prozvali Naš Sveto (neki vojnici koji ga nisu voljeli zvali su ga hrvatski glavonja). Imenovan je general pukovnikom 1. svibnja 1916. godine. Svojom obrambenom strategijom svrstao se u red najznačajnijih vojskovođa Prvog svjetskoga rata stekavši naziv „Lav sa Soče“. Radi svojih vojničkih zasluga 1. veljače 1918. godine promaknut je u čin vojskovođe/feldmaršala. Treba istaknuti da je Borojević bio jedini austrougarski feldmaršal koji nije završio Terezijansku vojnu akademiju, najvišu i najprestižniju vojnu obrazovnu ustanovu koja je bila preduvjet za napredovanje do najviših vojnih činova i službi. Nositelj je najviših austrougarskih i njemačkih odličja, između ostalog i Zapovjednog križa vojničkog reda Marije Terezije (Kommandeur des Militär Maria Theresien Ordens) 2. lipnja od lipnja 1917. godine. U razdoblju između 1917. i 1918. godine zapovjednik je grupe armija (K.u.k. Heeresgruppenkommando FM. von Boroević). Na bojišnici je ostao do studenoga a na kraju je bio prisiljen na povlačenje zbog kaotičnog stanja u državi koje se odrazilo na opskrbu i moral vojske.

### Nakon Prvoga svj. rata
I dalje je ostao vjeran caru, te je nakon povlačenja u Korušku, ponudio svoje usluge u gušenju ustanka u Beču, što je car odbio. S dužnosti je odstupio u prosincu, nakon čega je podnio zahtjev za državljanstvom u novostvorenoj državi, Kraljevstvu SHS. No, kao visoki austrougarski časnik bio je nepoželjan u toj južnoslavenskoj državi, te mu je zahtjev odbijen i povratak zabranjen a zbog njegovog podnošenja ostao je i bez austrijske vojne mirovine. Jedini izvor prihoda ostala mu je naknada koju su dobivali nositelji odličja Vojničkog reda Marije Terezije, tako da je posljednje godine života proveo živeći vrlo skromno.
Umro je 23. svibnja 1920. godine u klagenfurtskoj bolnici od posljedica moždanog udara, a pokopan je 26. svibnja 1920. godine na gradskome groblju. Pokopan je bez ikakvih vojnih počasti. Njegovi posmtrni ostatci preneseni su 21. listopada 1920. godine i pokopani u arkadama na Bečkom središnjem groblju, u grobu koji je platio bivši car i kralj Karlo I. Svečanome pokopu nazočilo je i nekoliko tisuća Boroevićevih bivših vojnika i starih vojnih drugova. Govor na grobu održao je potpukovnik Stevo Duić.

## Karakter
Iako je bio sitne tjelesne građe, Borojević je imao reputaciju velikog vojnika i vođe. U donošenju planova bio je odlučan i tvrdoglav. Kao autoritativna osobnost, strog prema vojnicima, često je opisivan i kao vrlo oštar i težak čovjek. Bio je predan svom poslu i do kraja odan caru i kralju kojemu je služio. Izuzetno je cijenio disciplinu o čemu govori i u svojem pismu generalu Stjepanu Sarkotiću: 
Zanimljivo je napomenuti kako ga je osobna taština, po kojoj je bio poznat, stajala i plemićkog naslova. Nakon što je dobio zapovjednički križ Reda Marije Terezije mogao je dobiti višu plemićku titulu baruna, no on je zahtijevao naslov grofa. Car je taj zahtjev odbio, a Borojević je zadržao stari položaj u plemićkoj hijerarhiji.
Borojević je znao više jezika, a u "njegovu osobniku/matičnom listu navedeno je da Boroević zna: njemački u riječi i pismu tečno i korektno s dobrim stilom, mađarski dovoljno za službenu upotrebu, hrvatski u riječi i pismu potpuno, francuski govori tečno, ruski čita i prevodi (Matični list Svetozara Boroevića/Qualifikationslisten, Österreichisches Staatarchiv, Kriegsarchiv, FA NFA HHK AK/AGKdo 5. Armee). (...)".

## Značaj i reputacija
Svetozar Borojević od Bojne bio je nesumnjivo jedan od najboljih stratega Prvoga svjetskog rata. Iako je osobno bio pobornik ofenzivnog ratovanja, spletom okolnosti istaknuo se u obrambenim bitkama u kojima se najčešće uopće nije povlačio ili je pristajao samo na manje uzmake. Tu tvrdoglavost u obrani svakog metra bojišnice mu mnogi zamjeraju kao nepotrebno žrtvovanje ljudskih života. No unatoč takvim kritikama, učinkovitost u obrani mu se ne može poreći, o čemu svjedoči i čin feldmaršala koji se inače dodjeljivao isključivo austrijskom plemstvu.
Još od početka sukoba Borojević se našao na meti talijanskih promidžbenjaka i Jugoslavenskog odbora, čije je sjedište tada bilo u Rimu. Talijani su ga optuživali za navodne brutalnosti u ratu, dok je projugoslavenskim političarima smetala njegova odanost caru i kralju, koja mu je donijela nadimak Žuto-crni general (Schwarzgelb General). U otvorenom pismu, Ante Trumbić ga je upitao zašto služi Nijemcima i vodi mlade Jugoslavene u smrt umjesto da im pomogne u borbi za oslobođenje. Zbog situacije u kojoj se našao uspoređivan je i s banom Josipom Jelačićem koji je za vrijeme mađarske revolucije također bio odan caru i kralju, iako Hrvatska od toga na kraju nije imala nikakve koristi. Premda su među hrvatskim vojnicima na bojišnici šireni promidžbeni letci u kojima se Borojevića nastoji prikazati kao izdajnika, to nije narušilo njegovu popularnost. Također treba uzeti u obzir i kako bi razgraničenje između Italije i Kraljevine SHS vjerojatno bilo znatno nepovoljnije za Hrvate da je talijanska vojska ranije uspjela prodrijeti na hrvatsku obalu.

## Djela
- Durch Bosnien: illustrirter Führer auf der k. k. Bosna-Bahn und der bosnisch-hercegovinischen Staatsbahn Doboj-Siminhan, Verl. d. k. k. Bosna-Bahn, Beč, 1887., (2. izd. 1890.)
- O vojni proti Italiji od feldmaršala Boroevića, Ljubljana, 1923.
- O ratu protiv Italije: sa 3 priloga, Delniška tiskarna d. d., Ljubljana, 1923.
- Kroz Bosnu: ilustrirani vodič C.-k. bosanske željeznice i Bosanskohercegovačke državne željeznice Doboj-Simin Han, Srednja Europa – Udruženje za modernu historiju, Zagreb – Sarajevo, 2018.

## Narodnosna pripadnost
Drago Roksandić tvrdi da je Borojević Srbin te je istog uvrstio u knjigu "Srbi u Hrvatskoj od 15. stoljeća do naših dana". Mario Grčević s druge strane napominje da je uvrštenje Borojevića u spomenutu knjigu bez povijesnih argumenata s obzirom da je temeljem njegovih privatnih i javnih nastupa razvidno da je Borojević sebe i svoju obitelj smatrao Hrvatima. Zbog njegove pravoslavne vjere svrstavaju ga među Srbe. Međutim, u svojim pismima i govorima Borojević je jasno odredio svoju hrvatsku narodnosnu pripadnost i domoljublje.

## Prezime
Dvije su inačice pisanja njegovoga prezimena. Prva je korijenski oblik, Boroević, ↓1 kako se i sam potpisivao a druga je Borojević, sukladno suvremenom pravopisu i obliku prezimena koji prevladava u literaturi 20. stoljeća.

## Odličja
Nepotpun popis:
- 1878.: 20. listopada, Vojni križ za zasluge s ratnom dekoracijom
- 1891.: 15. listopada, Pruski Red krune III. razreda
- 1902.: 18. listopada, Red Željezne krune III. razreda
- 1909.: 26. rujna, Viteški križ Leopoldova reda
- 1914.: Red željezne krune 1. razreda s ratnom dekoracijom
- 1914.: 4. studenoga, Velekriž Leopoldova reda s ratnom dekoracijom
- 1915.: Vojni križ za zasluge 1. razreda s ratnom dekoracijom
- 1915.: Zvijezda za zasluge Crvenog križa s ratnom dekoracijom
- 1917.: 2. lipnja, Zapovjednički križ Reda Marije Terezije
- Ratna medalja
- Brončana spomen-medalja za oružanu silu
- Vojni časnički znak 3. razreda za časnike
- Vlasnik Pješačke pukovnije br. 51
- Perzijski red sunca i lava 2. razreda
- Pour le Mérite
- Željezni križ
- 1931.: Viteški križ Reda Marije Terezije (posmrtno) ↓2

## Počasti i spomen

### Počasni doktor Zagrebačkoga sveučilišta
Godine 1916. odobrenjem cara i kralja Franje Josipa I. a na prijedlog Pravnog fakulteta i Senata Sveučilišta u Zagrebu Svetozaru Boroeviću i nadvojvodi Eugenu Habsburškom dodijeljeno je najviše počasno zvanje, doctor honoris causa, radi pobjeda nad neprijateljem i napose radi zaštite očinske grude, prava i kulturnog napretka Hrvata (Ob eximia in limitibus imperii strenue defendendis ac imprimis in Croatarum paterno solo iuribus atque litterarum et artium progressu tuendis merita). Počasni doktorat braniteljima Sočanske bojišnice dodijeljen je, 30. siječnja 1916. godine nadvojvodi Eugenu Habsburškom a 1. veljače 1916. godine Svetozaru Boroeviću, na bojišnici uz najviše počasti. Sveučilišno izaslanstvo za dodjelu doktorata činili su dr. Josip Šilović, promicatelj; dr. Milorad Stražnicki, dekan Pravnoga fakulteta; rector magnificus dr. Fran Barac, profesor Bogoslovnoga fakulteta; hrvatski kipar Robert Frangeš-Mihanović i podvornik Andrija Kišur.
Iz Borojevićeva govora, 1. veljače 1916. godine na Sočanskoj bojišnici, nakon promaknuća u počasnoga doktora:

### Počasni građanin
- Počasnim građaninom Grada Karlovca proglašen je 1915. godine.[22]
- Počasnim građaninom općine Sinj imenovan je u studenome 1915. godine a Općinsko vijeće Sinja tada je odredilo da najljepša ulica u mjestu nosi njegovo ime.[23]
- Počasnim građaninom Požege, Slavonskoga Broda i Varaždina imenovan je u studenome 1915. godine.[23]
- Počasnim građaninom Grada Zagreba proglašen je u ožujku 1916. godine.[24][25]
- Počasnim građaninom Grada Pazina proglašen je 5. svibnja 1916. godine (Titulu mu je ukinula gradska skupština u razdoblju okupacije Kraljevine Italije 13. kolovoza 1919.)
- Počasnim građaninom općine Janjina imenovan je polovicom svibnja 1917. godine.[23]
- Također izabran je i počasnim građaninom Bakra, Koprivnice, Kostajnice i Petrinje.[26]
- Počasnim građaninom Grada Ljubljane proglašen je u 6. kolovoza 1915. godine.[27] (oduzeto 1919. godine,[27][28] vraćeno 2009. godine[27])
- Počasni građanin općinâ: Ajdovščina 2. prosinca 1915., Renče, Goče na Vipavskem 5. siječnja 1916., Osek-Vitovlje 9. siječnja 1916. (oduzeto 16. svibnja 1920.), Šempas, Kamenj pri Ajdovščini, Sežana.[27]

### Spomen
- Reljef s Borojevićevim portretom, rad Roberta Frangeš-Mihanovića, ↓3 postavljen je u Rektoratu Zagrebačkoga sveučilišta, ↓4 11. veljače 1917. godine.[29]
- Na Borojevićevoj očinskoj kući u Mečenčanima 28. listopada 1917. godine Družba "Braća Hrvatskoga Zmaja" postavila mu je spomen-ploču, ↓5 rad Roberta Frangeš-Mihanovića.[30]
- Jedna ulica u bjelovarskom prigradskom naselju Hrgovljani zove se po njemu, Ulica Svetozara Borojevića.[31][32][33]
- 2006. godine u povodu 150. obljetnice njegova rođenja, u organizaciji Hrvatskoga instituta za povijest, Općine Donji Kukuruzari, Družbe Braće hrvatskog zmaja i Hrvatskog državnog arhiva, održan međunarodni znanstveni skup.[34]
- 2008. godine beogradske gradske vlasti po njemu su nazvale jednu ulicu u Zemunu.[31]
- 28. srpnja 2014. godine u poštanskom uredu 10101 Zagreb bio je u uporabi prigodni poštanski žig Feldmaršal Svetozar Borojević von Bojna (autor žiga je Ivan Librić) a Filatelistički klub Zagreb izradio je i izdao prigodnu kovertu. Izradu prigodnog žiga i koverte sponzorirao je član Filatelističkoga kluba Zagreb Goran Tkalec.[35]
- 4. studenoga 2016. godine puštena je u Sloveniji poštanska marka posvećena Svetozaru Borojeviću i slovenskom pjesniku Simonu Gregorčiču te 100. obljetnici Prvoga svjetskoga rata.[36]
- 10. prosinca 2016. godine, u suradnji grada Nove Gorice i Društva Soška fronta 1915-1917, podignut mu je spomenik u podnožju Svete Gore kod Nove Gorice obilježivši 100. obljetnicu Prvoga svjetskog rata i 160. obljetnicu rođenja Svetozara Borojevića.[31]

## Osobni život
Borojević je bio u braku s Leontinom (rođ. von Rosner; r. 7. srpnja 1877. – u. 12. veljače 1963.) kćeri austrijskoga časnika Friedricha von Rosnera, a vjenčali su se 1899. godine. U tome braku 15. veljače 1901. godine rodio im se sin jedinac Fritz. Fritz Borojević bio je polaznikom 3. godine Više vojne realke u Mariboru kada je, u noći 28./29. rujna 1918. godine, nesretnim slučajem pao s oštećenoga mosta u nabujalu Dravu i utopio se.

## Galerija
- Svetozar Borojević, 1915.
- Svetozar Borojević (Postojna, Sočanska bojišnica, 1915.)
- Svetozar Borojević i Glavni stožer 5. armije, 1915.
- Glavni stožer 5. armije, 1915. (Svetozar Borojević sjedi, 6. s lijeva.)
- Car i kralj Karlo I. i njegovi generali (Svetozar Borojević stoji, označen brojem 12.)
- Svetozar Borojević, 1918.
- Fontana feldmaršala Borojevića
- Borojevićevo prijestolje, ↓6 Kostanjevica na Krasu, Slovenija (desno; lijevo je spomenik nadvojvodi Josefu Augustinu kojega je podignuo 43. puk austrougarske vojske).